# Intrig (tidskrift)
Intrig var ett svenskt livsstilsmagasin utgivet 1992 till 1995. Tidskriften grundades av Bobo Karlsson och Lars Peder Hedberg och var tänkt att bli en svensk version av Vanity Fair. Tidskriften har i efterhand beskrivits som elitistisk och glamourös samt bitvis vulgär och lantlig.
Enligt litteraturvetaren Alexandra Borg tidningen ett bra exempel på tidsandan i svenska storstäder på 1990-talet. 1994 vann tidningens chefredaktör Lars Peder Hedberg Stora journalistpriset inom kategorin populärpress för sitt arbete med tidningen.